# Liste ehemaliger nordamerikanischer Eisenbahngesellschaften
Diese Liste ehemaliger nordamerikanischer Eisenbahnen enthält eine Auflistung nicht mehr existierender Bahngesellschaften, sogenannter „Fallen flags“ in Kanada, den Vereinigten Staaten und Mexiko. Reine Namensänderungen aufgrund rechtlicher Gründe (zum Beispiel Konkurs) werden nicht aufgeführt.
„Reporting marks“ (frei übersetzt: Kennungszeichen), die von der Association of American Railroads vergeben werden, sind in kursiver Schrift aufgeführt.

## Vorgänger der BNSF Railway
| Gesellschaft                             | Abkürzung   | von  | bis  | Bemerkungen      |
| Atchison, Topeka and Santa Fe Railway    | ATSF, AT&SF | 1859 | 1995 | Santa Fe         |
| Toledo, Peoria and Western Railroad      |             |      |      |                  |
| Kansas City, Mexico and Orient Railway   |             |      |      |                  |
| Oklahoma City-Ada-Atoka Railway          |             |      |      |                  |
| Burlington Northern Railroad             | BN          | 1970 | 1995 |                  |
| Burlington-Rock Island Railroad          |             |      |      |                  |
| Great Northern Railway                   | GN          | 1889 |      |                  |
| Chicago, Burlington and Quincy Railroad  | CBQ, CB&Q   | 1847 | 1970 | Burlington Route |
| Spokane, Portland and Seattle Railroad   |             |      | 1970 |                  |
| Northern Pacific Railway                 | NP          | 1864 | 1970 |                  |
| Colorado and Southern Railway            |             |      |      |                  |
| Fort Worth and Denver Railroad           |             |      |      |                  |
| St. Louis – San Francisco Railway        | SLSF, SL&SF | 1875 | 1980 |                  |
| Alabama, Tennessee and Northern Railroad |             |      |      |                  |
| Quanah, Acme and Pacific Railway         |             |      |      |                  |
| Washington, Idaho and Montana Railway    |             |      |      |                  |
| Washington Central Railroad              |             |      |      |                  |

## Vorgänger der Canadian National Railway
| Gesellschaft                                         | Abkürzung   | Von        | Bis        | Bemerkungen                                                          |
| Canadian Government Railways                         |             |            |            |                                                                      |
| Intercolonial Railway                                |             |            |            |                                                                      |
| European and North American Railway of New Brunswick |             | 1851       | 21.12.1867 | Eastern Extension                                                    |
| National Transcontinental Railway                    |             |            |            |                                                                      |
| Canadian Northern Railway                            |             |            |            |                                                                      |
| Grand Trunk Pacific Railway                          |             |            |            |                                                                      |
| Grand Trunk Railway                                  |             |            |            |                                                                      |
| Prince Edward Island Railway                         | PEIR        | 1871       | 1989       |                                                                      |
| Hudson Bay Railway                                   |             |            |            |                                                                      |
| Newfoundland Railway                                 |             |            |            |                                                                      |
| Illinois Central Railroad                            | IC, ICG     | 1851       | 1998       | 1972–1988 als Illinois Central Gulf                                  |
| Gulf, Mobile an Ohio Railroad                        | GM&O        |            | 1972       |                                                                      |
| Alton Railroad                                       |             |            |            |                                                                      |
| Gulf, Mobile and Northern Railroad                   |             |            |            |                                                                      |
| New Orleans Great Northern Railroad                  |             |            |            |                                                                      |
| Mobile and Ohio Railroad                             |             |            |            |                                                                      |
| Peabody Short Line                                   |             |            |            |                                                                      |
| Tremont & Gulf Railway                               | T&G         | 18.12.1907 | 31.07.1959 | Nachfolger der von 1902 bis 1908 bestehenden Tremont & Gulf Railroad |
| Chicago, Central and Pacific Railroad                |             |            |            |                                                                      |
| Mississippi Central Railroad                         |             |            |            |                                                                      |
| Central Vermont Railway                              |             |            |            |                                                                      |
| Duluth, Winnipeg and Pacific Railroad                |             |            |            |                                                                      |
| Grand Trunk Western Railroad                         |             |            |            |                                                                      |
| Detroit, Toledo and Ironton Railroad                 |             |            |            |                                                                      |
| Detroit and Toledo Shore Line Railroad               |             |            |            |                                                                      |
| Wisconsin Central Limited                            | WC          | 1987       | 2001       |                                                                      |
| Green Bay and Western Railroad                       | GBW         |            | 1993       |                                                                      |
| Fox River Valley Railroad                            |             |            |            |                                                                      |
| Algoma Central Railway                               |             |            |            |                                                                      |
| BC Rail                                              |             |            |            | früher British Columbia Railway                                      |
| Great Lakes Transportation                           | GLT         |            | 2004       |                                                                      |
| Bessemer and Lake Erie Railroad                      | BLE         |            |            |                                                                      |
| Duluth, Missabe and Iron Range Railway               | DMIR, DM&IR |            |            |                                                                      |
| Duluth and Iron Range Railroad                       |             |            |            |                                                                      |
| Duluth, Missabe and Northern Railway                 |             |            |            |                                                                      |
| Northern Alberta Railways                            |             |            |            |                                                                      |
| Elgin, Joliet and Eastern Railway                    | EJ&E        | 1889       | 2009       |                                                                      |
| Kent Northern Railway                                |             | 03.1874    | 01.09.1929 |                                                                      |
| St. John and Québec Railway                          |             | 1910       | 07.08.1929 |                                                                      |

## Vorgänger der Canadian Pacific Railway
| Gesellschaft                                      | Abkürzung     | von        | bis        | Bemerkungen                                                                      |
| New Brunswick Railway                             |               |            | 01.07.1890 |                                                                                  |
| St. John and Maine Railroad                       |               | 1878       | 1883       |                                                                                  |
| European and North American Railway               |               | 1851       | 29.03.1878 | nur „New Brunswick Division“                                                     |
| Hereford Railway                                  |               | 23.06.1887 | 1928       | von der Maine Central gekauft                                                    |
| Delaware and Hudson Railway                       | DH, D&H       | 1823       |            | 1991 von Guilford Transportation gekauft                                         |
| Soo Line Railroad                                 | SOO           | 1888       | 1990       | Minneapolis, St. Paul and Sault Ste. Marie Railway                               |
| Chicago, Milwaukee, St. Paul and Pacific Railroad | MILW, CMStP&P | 1847       | 1985       | Milwaukee Road                                                                   |
| Minneapolis, Northfield and Southern Railway      |               |            |            |                                                                                  |
| Duluth, South Shore and Atlantic Railway          |               |            |            |                                                                                  |
| Wisconsin Central Railway                         | WC            | 1871       | 1960       |                                                                                  |
| Toronto, Hamilton and Buffalo Railway             |               |            |            |                                                                                  |
| International Railway of Maine                    |               | 1871       | 06.12.1886 | bis 1881 als „Penobscot and Lake Megantic Railroad“                              |
| Aroostook Valley Railroad                         |               | 2.7.1902   | 1996       | seit 1932 im Mehrheitsbesitz der Canadian Pacific Railway                        |
| Ontario and Quebec Railway                        | O&C           | 1884       | 1998       |                                                                                  |
| Dakota, Minnesota and Eastern Railroad            | DM&E          | 1986       | 2008       |                                                                                  |
| Iowa, Chicago and Eastern Railroad                | IC&E          | 2002       | 2008       |                                                                                  |
| I&M Rail Link                                     |               | 1996       | 2002       | 1996 entstanden durch Übernahme von Strecken der CP-Tochtergesellschaft Soo Line |

## Vorgänger der Conrail
| Gesellschaft                                             | Abkürzung | von               | bis               | Bemerkungen                                                       |
| Central Railroad of New Jersey                           | CNJ, CoNJ | 1847              | 1. April 1976     |                                                                   |
| Lehigh and New England Railroad                          |           |                   |                   |                                                                   |
| Pennsylvania-Reading Seashore Lines                      |           |                   |                   |                                                                   |
| Lehigh Valley Railroad                                   | LV        |                   |                   |                                                                   |
| Lehigh and Hudson River Railway                          | LHR, L&HR | 1861              | 1. April 1976     |                                                                   |
| Erie Lackawanna Railroad                                 | EL        |                   |                   |                                                                   |
| Erie Railroad                                            | ERIE      |                   |                   |                                                                   |
| Conesus Lake Railroad                                    |           | 1882              | 1930              | ab 1886 unter Kontrolle der Erie Railroad                         |
| Rochester and Genesee Valley Railroad                    | R&GV      | 1851              | 1948              | ab 1863 unter Kontrolle der Erie Railroad                         |
| Delaware, Lackawanna and Western Railroad                | DLW       |                   |                   |                                                                   |
| Penn Central                                             | PC        | 1968              | 1. April 1976     |                                                                   |
| New York, New Haven and Hartford Railroad                | NH        | 1872              | 1968              |                                                                   |
| Central New England Railway                              |           |                   |                   |                                                                   |
| Pennsylvania Railroad                                    | PRR       | 1834              | 1968              |                                                                   |
| New York Central System                                  | NYC       |                   | 1968              |                                                                   |
| New York Central Railroad                                | NYC       |                   | 1968              |                                                                   |
| New York Central Railroad and Hudson River Railroad      | NYC&HRRR  | 1831              |                   |                                                                   |
| Lake Shore and Michigan Southern Railroad                |           |                   |                   |                                                                   |
| West Shore Railroad                                      |           |                   |                   |                                                                   |
| Toledo and Ohio Central Railroad                         | T & OC    | 1885              | 1952              |                                                                   |
| Michigan Central Railroad                                |           |                   |                   |                                                                   |
| Cleveland, Cincinnati, Chicago and St. Louis Railroad    |           |                   |                   |                                                                   |
| Cleveland, Columbus, Cincinnati and Indianapolis Railway | CCCI      | 14. Mai 1868      |                   |                                                                   |
| Bellefontaine Railroad                                   |           | 22. Dezember 1864 | 14. Mai 1868      |                                                                   |
| Indianapolis, Pittsburgh and Cleveland Railroad          |           | 1848              | 22. Dezember 1864 | bis 19. Dezember 1854 als Indianapolis and Bellefontaine Railroad |
| Boston and Albany Railroad                               |           |                   |                   |                                                                   |
| Ulster and Delaware Railroad                             |           |                   |                   |                                                                   |
| Monongahela Railway                                      |           |                   |                   |                                                                   |
| Reading Company                                          |           |                   |                   |                                                                   |

## Vorgänger der CSX Transportation
| Gesellschaft                                             | Abkürzung | von  | bis  | Bemerkungen                                                  |
| -------------------------------------------------------- | --------- | ---- | ---- | ------------------------------------------------------------ |
| Conrail                                                  | CR        | 1976 | 1999 |                                                              |
| Pittsburgh and Lake Erie Railroad                        | PLE       | 1875 | 1992 |                                                              |
| Richmond, Fredericksburg and Potomac Railroad            | RFP, RF&P |      | 1991 |                                                              |
| Seaboard System Railroad                                 | SBD       | 1982 | 1986 |                                                              |
| Clinchfield Railroad                                     |           |      |      |                                                              |
| Western Railway of Alabama                               | WoA       |      |      |                                                              |
| Atlanta and West Point Rail Road                         |           |      |      |                                                              |
| Georgia Railroad                                         |           |      |      |                                                              |
| Seaboard Coast Line Railroad                             | SCL       | 1967 | 1982 |                                                              |
| Durham and Southern Railway                              |           |      |      |                                                              |
| Piedmont and Northern Railway                            |           |      |      |                                                              |
| Seaboard Air Line Railroad                               | SAL       |      |      |                                                              |
| Macon, Dublin and Savannah Railroad                      | SAL       |      |      |                                                              |
| Atlantic Coast Line Railroad                             | ACL       | 1897 | 1967 |                                                              |
| Atlanta, Birmingham and Cast Railroad                    |           |      |      |                                                              |
| Charleston and Western Carolina Railroad                 |           |      |      |                                                              |
| Louisville and Nashville Railroad                        | L&N, LN   | 1850 | 1982 |                                                              |
| Mobile and Montgomery Railroad                           |           |      | 1881 |                                                              |
| Alabama and Florida Railway                              |           |      | 1868 |                                                              |
| Mobile and Great Northern Railway                        |           |      | 1868 |                                                              |
| Alabama and Florida Railway                              |           |      | 1900 |                                                              |
| Alabama Mineral Railroad                                 |           |      | 1893 |                                                              |
| Anniston and Atlantic Railroad                           |           |      | 1890 |                                                              |
| Anniston and Cincinnati Railroad                         |           |      | 1890 |                                                              |
| Shelby Iron Company’s Railroad                           |           |      | 1890 |                                                              |
| Altamont and Manchester Railroad                         |           |      | 1899 |                                                              |
| Athens and Tellico Railroad                              |           |      | 1911 |                                                              |
| Tellico Railroad                                         |           |      | 1910 |                                                              |
| Nashville, Tellico and Charleston Railroad               |           |      | 1898 |                                                              |
| Nashville and Tellico Railroad                           |           |      | 1892 |                                                              |
| Atlanta, Knoxville and Northern Railroad                 |           |      | 1905 |                                                              |
| Marietta and North Georgia Railroad                      |           |      | 1896 |                                                              |
| Knoxville Southern Railroad                              |           |      | 1890 |                                                              |
| Bardstown and Louisville Railroad                        |           |      | 1867 |                                                              |
| Louisville and Atlantic Railroad                         |           |      | 1909 |                                                              |
| Beattyville and Cumberland Gap Railroad                  |           |      | 1900 |                                                              |
| Richmond, Nicholasville, Irvine and Beattyville Railroad |           |      | 1899 |                                                              |
| Monon Railroad                                           |           |      | 1971 | Nashville, Chattanooga and St. Louis Railway                 |
| Chicago and South Atlantic Railroad                      |           |      | 1879 |                                                              |
| Chicago, Indianapolis and Louisville Railroad            | CIL       |      | 1956 |                                                              |
| Chicago and Wabash Valley Railroad                       |           |      | 1914 |                                                              |
| Indianapolis and Louisville Railroad                     |           |      | 1916 |                                                              |
| Louisville, New Albany and Chicago Railroad              |           |      | 1898 |                                                              |
| Bedford and Bloomfield Railroad                          |           |      | 1886 |                                                              |
| Chicago and Indianapolis Air Line Railway                |           |      | 1883 |                                                              |
| Indianapolis, Delphi and Chicago Railroad                |           |      | 1881 |                                                              |
| New Albany and Salem Railroad                            |           |      | 1873 |                                                              |
| Crawfordsville and Wabash Railroad                       |           |      | 1852 |                                                              |
| Orleans, Paoli and Jasper Railway                        |           |      | 1886 |                                                              |
| Birmingham Mineral Railroad                              |           |      | 1893 |                                                              |
| Birmingham, Selma and New Orleans Railroad               |           |      | 1902 |                                                              |
| New Orleans and Selma Railroad                           |           |      | 1886 |                                                              |
| Black Mountain Railroad                                  |           |      | 1923 |                                                              |
| Nashville and Decatur Railroad                           |           |      | 1893 |                                                              |
| Central Southern Tennessee Railroad                      |           |      | 1866 |                                                              |
| Tennessee and Alabama Railroad                           |           |      | 1868 |                                                              |
| Central Transfer Railway and Storage Company             |           |      | 1924 |                                                              |
| Chesapeake and Nashville Railroad                        |           |      | 1907 |                                                              |
| Cincinnati, Green River and Nashville Railroad           |           |      | 1884 |                                                              |
| Kentucky Central Railroad                                |           |      | 1891 |                                                              |
| Covington and Lexington Railroad                         |           |      | 1869 |                                                              |
| Maysville and Lexington Railroad                         |           |      | 1869 |                                                              |
| Cumberland and Manchester Railroad                       |           |      | 1927 |                                                              |
| Cumberland and Ohio Railroad                             |           |      | 1893 |                                                              |
| Shelbyville, Bloomfield and Ohio Railroad                |           |      | 1901 |                                                              |
| Shelbyville and Bloomfield Railroad                      |           |      | 1900 |                                                              |
| Cumberland and Ohio Railway                              |           |      | 1898 |                                                              |
| Cumberland River and Tennessee Railroad                  |           |      | 1901 |                                                              |
| Nashville, Chattanooga and St. Louis Railroad            |           |      | 1957 |                                                              |
| Duck River Valley Railroad                               |           |      | 1889 |                                                              |
| Middle Tennessee and Alabama Railroad                    |           |      | 1897 |                                                              |
| Decatur, Chesapeake and New Orleans Railroad             |           |      | 1893 |                                                              |
| Nashville and Chattanooga Railroad                       |           |      | 1873 |                                                              |
| Nashville and Northwestern Railroad                      |           |      | 1873 |                                                              |
| Nashville and Tuscaloosa Railroad                        |           |      | 1880 |                                                              |
| Paducah, Tennessee and Alabama Railroad                  |           |      | 1895 |                                                              |
| Tennessee Midland Railway                                |           |      | 1892 |                                                              |
| Rome Railroad Company of Georgia                         |           |      | 1895 |                                                              |
| Memphis Branch Railroad                                  |           |      | 1850 |                                                              |
| Southern Iron Company’s Railroad                         |           |      | 1893 |                                                              |
| St. Louis and Southeastern Railway                       |           |      | 1880 |                                                              |
| Evansville, Henderson and Nashville Railroad             |           |      | 1872 |                                                              |
| Nashville, St. Louis and Chicago Railroad                |           |      | 1872 |                                                              |
| Edgefield and Kentucky Railroad                          |           |      | 1872 |                                                              |
| Tennessee and Coosa River Railroad                       |           |      | 1890 |                                                              |
| Tennessee and Pacific Railroad                           |           |      | 1877 |                                                              |
| Tennessee Coal Railroad                                  |           |      | 1886 |                                                              |
| West Nashville Branch Railroad                           |           |      | 1889 |                                                              |
| Western and Atlantic Railroad                            | W&A       | 1850 | 1890 | Eigentum des Staates Georgia, bis 2019 verpachtet an die CSX |
| Elkhart and Guthrie Railroad                             |           |      | 1893 |                                                              |
| Elkton and Guthrie Railroad                              |           |      | 1893 |                                                              |
| Owensboro and Nashville Railroad                         |           |      | 1893 |                                                              |
| Evansville, Owensboro and Russellville Railroad          |           |      | 1877 |                                                              |
| Owensboro and Russellville Railroad                      |           |      | 1873 |                                                              |
| Pensacola and Louisville Railroad                        |           |      |      |                                                              |
| Florida and Alabama Railroad                             |           |      | 1869 |                                                              |
| Frankfort and Cincinnati Railroad                        |           |      | 1909 |                                                              |
| Kentucky Midland Railway                                 |           |      | 1897 |                                                              |
| Glasgow Railroad                                         |           |      | 1892 |                                                              |
| Henderson Bridge Company Railroad                        |           |      | 1902 |                                                              |
| Indiana, Alabama and Texas Railroad                      |           |      | 1886 |                                                              |
| Jellico, Bird Eye and Northern Railroad                  |           |      | 1902 |                                                              |
| Kensee Coal Railroad                                     |           |      | 1907 |                                                              |
| Kentucky Highlands Railroad                              |           |      | 1915 |                                                              |
| Lexington and Eastern Railroad                           |           |      | 1913 |                                                              |
| Kentucky Union Railroad                                  |           |      | 1894 |                                                              |
| Keokuk Union Railroad                                    |           |      | 1894 |                                                              |
| Louisville, Cincinnati and Lexington Railroad            |           |      | 1881 |                                                              |
| Lexington and Frankfort Railroad                         |           |      | 1869 |                                                              |
| Lexington and Ohio Railroad                              |           |      | 1849 |                                                              |
| Louisville and Frankfort Railroad                        |           |      | 1869 |                                                              |
| Louisville Railway Transfer Company                      |           |      | 1893 |                                                              |
| Louisville, Henderson and St. Louis Railroad             |           |      | 1929 |                                                              |
| Louisville, St. Louis and Texas Railroad                 |           |      | 1896 |                                                              |
| Louisville, Hardinsburg and Western Railroad             |           |      | 1892 |                                                              |
| Louisville, Harrod Creek and Westport Railroad           |           |      | 1881 |                                                              |
| Manistee and Repton Railroad                             |           |      | 1965 |                                                              |
| Memphis and Ohio Railroad                                |           |      | 1867 |                                                              |
| Memphis, Clarksville and Louisville Railroad             |           |      | 1868 |                                                              |
| Middle and Eastern Tennessee Central Railroad            |           |      | 1907 |                                                              |
| Middlesborough Railroad                                  |           |      | 1897 |                                                              |
| Middlesborough Belt Railroad                             |           |      | 1895 |                                                              |
| Mobile and Montgomery Railway                            |           |      | 1893 |                                                              |
| Mount Pleasant Southern Railroad                         |           |      | 1917 |                                                              |
| Nashville, Florence and Sheffield Railroad               |           |      | 1893 |                                                              |
| Nashville and Florence Railroad                          |           |      | 1887 |                                                              |
| Tennessee Central Railroad                               |           |      | 1968 |                                                              |
| Nashville Terminal Railroad                              |           |      | 1909 |                                                              |
| New Orleans and Mobile Railroad                          |           |      | 1880 |                                                              |
| Newport and Cincinnati Bridge Company Railroad           |           |      | 1904 |                                                              |
| Pensacola and Atlantic Railroad                          |           |      | 1891 |                                                              |
| Pensacola Railroad                                       |           |      | 1880 |                                                              |
| Pensacola and Louisville Railroad                        |           |      | 1878 |                                                              |
| Pontchartrain Railroad                                   |           |      | 1888 |                                                              |
| Selma and Gulf Railroad                                  |           |      | 1879 |                                                              |
| Shelby Railroad                                          |           |      | 1893 |                                                              |
| South and North Alabama Railroad                         |           |      | 1872 |                                                              |
| South and North Alabama Railway                          |           |      | 1893 |                                                              |
| St. Louis and Southeastern Railroad                      |           |      | 1879 |                                                              |
| Tennessee and Alabama Mineral Railroad                   |           |      | 1901 |                                                              |
| Tennessee Midland Railroad                               |           |      | 1895 |                                                              |
| Wasioto and Black Mountain Railroad                      |           |      | 1911 |                                                              |
| Yellow River Railroad                                    |           |      | 1906 |                                                              |
| Chessie System                                           |           |      |      |                                                              |
| Baltimore and Ohio Railroad                              | B&O, BO   | 1830 | 1987 |                                                              |
| Buffalo, Rochester and Pittsburgh Railway                | BRP       |      | 1932 |                                                              |
| Allegheny and Western Railroad                           |           |      | 1900 |                                                              |
| Clearfield and Mahoning Railway                          |           |      | 1893 |                                                              |
| Bridgeport and Widemire Railroad                         |           |      | 1913 |                                                              |
| Coal Glen Railroad                                       |           |      | 1907 |                                                              |
| Mahoning Valley Railway                                  |           |      | 1896 |                                                              |
| Reynoldsville and Falls Creek Railroad                   |           |      | 1929 |                                                              |
| Falls Creek Railway                                      |           |      | 1897 |                                                              |
| Rochester and Pittsburgh Railroad                        |           |      | 1885 |                                                              |
| Rochester and State Line Railroad                        |           |      | 1887 |                                                              |
| Rural Valley Railroad                                    |           |      | 1925 |                                                              |
| Silver Lake Railroad                                     |           |      | 1910 |                                                              |
| Rochester and Pine Creek Railroad                        |           |      | 1877 |                                                              |
| Cincinnati, Hamilton and Dayton Railroad                 |           |      | 1927 |                                                              |
| Bowling Green and Toledo Railroad                        |           |      | 1887 |                                                              |
| Cincinnati and Dayton Railroad                           |           |      | 1889 |                                                              |
| Louisville, Cincinnati and Dayton Railroad               |           |      | 1889 |                                                              |
| Cincinnati and Dayton Traction Company Railroad          |           |      | 1926 |                                                              |
| Cincinnati, Dayton and Chicago Railroad                  |           |      | 1895 |                                                              |
| Dayton, Fort Wayne and Chicago Railroad                  |           |      | 1891 |                                                              |
| Dayton and Ironton Railroad                              |           |      | 1887 |                                                              |
| Cincinnati, Dayton and Ironton Railroad                  |           |      | 1891 |                                                              |
| Cincinnati, Hamilton and Indianapolis Railway            |           |      | 1886 |                                                              |
| Cincinnati and Indianapolis Junction Railroad            |           |      | 1872 |                                                              |
| Cincinnati, Indianapolis and Western Railway             |           |      | 1906 |                                                              |
| Cincinnati, Hamilton and Indianapolis Railroad           |           |      | 1902 |                                                              |
| Indiana, Decatur and Western Railroad                    |           |      | 1902 |                                                              |
| Indianapolis, Decatur and Western Railroad               |           |      | 1894 |                                                              |
| Indianapolis, Decatur and Springfield Railway            |           |      | 1887 |                                                              |
| Indiana and Illinois Central Railroad                    |           |      | 1875 |                                                              |
| Dayton and Michigan Railroad                             |           |      | 1886 |                                                              |
| Findlay, Fort Wayne and Western Railroad                 |           |      | 1903 |                                                              |
| American Midland Railroad                                |           |      | 1890 |                                                              |
| Home Avenue Railroad                                     |           |      | 1897 |                                                              |
| Toledo, Findlay and Springfield Railroad                 |           |      | 1890 |                                                              |
| Wheeling, Pittsburgh and Baltimore Railroad              |           |      | 1872 |                                                              |
| Baltimore and Ohio Short Line Railroad                   |           |      | 1887 |                                                              |
| Hempfield Railroad                                       |           |      | 1871 |                                                              |
| Baltimore and Ohio Southwestern Railroad                 |           |      | 1900 |                                                              |
| Cincinnati, Washington and Baltimore Railroad            |           |      | 1889 |                                                              |
| Marietta and Cincinnati Railroad                         |           |      | 1883 |                                                              |
| Hillsboro and Cincinnati Railroad                        |           |      | 1854 |                                                              |
| Scioto and Hocking Valley Railroad                       |           |      | 1864 |                                                              |
| Marietta Railroad                                        |           |      | 1900 |                                                              |
| United Terminal Railroad                                 |           |      | 1897 |                                                              |
| Ohio and Mississippi Railroad                            |           |      | 1893 |                                                              |
| Springfield and Illinois Southeastern Railroad           |           |      | 1873 |                                                              |
| Baltimore, Pittsburgh and Chicago Railroad               |           |      | 1876 |                                                              |
| Bay Ridge and Annapolis Railroad                         |           |      | 1903 |                                                              |
| Belington and Northern Railroad                          |           |      | 1920 |                                                              |
| Bellaire and St. Clairsville Railroad                    |           |      | 1889 |                                                              |
| St. Clairsville Railroad                                 |           |      | 1885 |                                                              |
| Bellaire and St. Clairsville Railway                     |           |      | 1880 |                                                              |
| Berkley Springs and Potomac Railroad                     |           |      | 1899 |                                                              |
| Berlin Railroad                                          |           |      | 1882 |                                                              |
| Buffalo Valley Railroad                                  |           |      | 1879 |                                                              |
| Big Level and Kinzua Railroad                            |           |      | 1911 |                                                              |
| Buffalo and Susquehanna Railroad                         |           |      | 1932 |                                                              |
| Coudersport and Wellsboro Railroad                       |           |      | 1894 |                                                              |
| Cross Fork Railroad                                      |           |      | 1893 |                                                              |
| Galeton and Eastern Railroad                             |           |      | 1901 |                                                              |
| New York and North Pennsylvania Railroad                 |           |      | 1898 |                                                              |
| Medix Run Railroad                                       |           |      | 1905 |                                                              |
| Sinnemahoning Valley Railroad                            |           |      | 1893 |                                                              |
| Susquehanna and New York Railroad                        |           |      | 1901 |                                                              |
| Susquehanna and Southern Railroad                        |           |      | 1905 |                                                              |
| Susquehanna Railroad                                     |           |      | 1893 |                                                              |
| Wellsville, Coudersport and Pine Creek Railroad          |           |      | 1895 |                                                              |
| Central Ohio Railroad                                    |           |      | 1866 |                                                              |
| Sandusky, Mansfield and Newark Railroad                  |           |      | 1869 |                                                              |
| Mansfield and Sandusky Railroad                          |           |      | 1856 |                                                              |
| Newark and Mansfield Railroad                            |           |      | 1856 |                                                              |
| Columbus and Lake Erie Railroad                          |           |      | 1853 |                                                              |
| Coal and Coke Railroad                                   |           |      | 1918 |                                                              |
| Charleston, Clendennin and Sutton Railroad               |           |      | 1903 |                                                              |
| Roaring Creek and Belington Railroad                     |           |      | 1905 |                                                              |
| Roaring Creek and Charleston Railroad                    |           |      | 1904 |                                                              |
| Cheat Haven and Bruceton Railroad                        |           |      | 1924 |                                                              |
| Cincinnati, Indianapolis and Western Railroad            | CIW       |      | 1927 |                                                              |
| Eastern Ohio Railroad                                    |           |      | 1899 |                                                              |
| Cincinnati, Wheeling and New York Railroad               |           |      | 1891 |                                                              |
| Eastern Ohio Railway                                     |           |      | 1882 |                                                              |
| West Virginia and Pittsburgh Railroad                    |           |      | 1900 |                                                              |
| Clarksburg, Weston and Midland Railroad                  |           |      | 1889 |                                                              |
| Clarksburg, Weston and Glenville Railroad                |           |      | 1889 |                                                              |
| Weston and Buckhannon Railroad                           |           |      | 1890 |                                                              |
| Cleveland Terminal and Valley Railroad                   |           |      | 1909 |                                                              |
| Valley Railway                                           |           |      | 1895 |                                                              |
| Cleveland, Lorain and Wheeling Railroad                  |           |      | 1909 |                                                              |
| Cleveland, Tuscarawas Valley and Wheeling Railroad       |           |      | 1883 |                                                              |
| Lake Shore and Tuscarawas Valley Railroad                |           |      | 1875 |                                                              |
| St. Clairsville and Northern Railroad                    |           |      | 1903 |                                                              |
| Cleveland, Wooster and Muskingum Valley Railroad         |           |      | 1892 |                                                              |
| Columbus and Cincinnati Midland Railroad                 |           |      | 1890 |                                                              |
| Curtis Bay Railroad                                      |           |      | 1983 |                                                              |
| Dayton and Union Railroad                                |           |      | 1936 |                                                              |
| Greenville and Miami Railroad                            |           |      | 1862 |                                                              |
| Delaware Western Railroad                                |           |      | 1883 |                                                              |
| Wilmington and Western Railroad                          |           |      | 1877 |                                                              |
| Pittsburgh and Western Railroad                          |           |      | 1891 |                                                              |
| Ellwood Short Line Railroad                              |           |      | 1891 |                                                              |
| Karns City and Butler Railroad                           |           |      | 1881 |                                                              |
| Parker and Karns City Railroad                           |           |      | 1881 |                                                              |
| Pittsburgh, Bradford and Buffalo Railroad                |           |      | 1883 |                                                              |
| Emlenton, Shippenville and Clarion Railroad              |           |      | 1881 |                                                              |
| Foxburg, St. Petersburg and Clarion Railroad             |           |      | 1881 |                                                              |
| Pittsburgh, Cleveland and Toledo Railroad                |           |      | 1884 |                                                              |
| Pittsburgh, New Castle and Lake Erie Railroad            |           |      | 1879 |                                                              |
| Pittsburgh, Painesville and Fairport Railroad            |           |      | 1886 |                                                              |
| Painesville and Youngstown Railroad                      |           |      | 1886 |                                                              |
| Red Bank and Youngstown Railroad                         |           |      | 1881 |                                                              |
| Fairmount Belt Railroad                                  |           |      |      |                                                              |
| Pittsburg and Connellsville Railroad                     |           |      | 1875 |                                                              |
| Fayette County Railroad                                  |           |      | 1864 |                                                              |
| Grafton and Greenbrier Railroad                          |           |      | 1892 |                                                              |
| Hamilton Belt Railroad                                   |           |      | 1927 |                                                              |
| Moorefield and Virginia Railroad                         |           |      | 1915 |                                                              |
| Hampshire Southern Railroad                              |           |      | 1911 |                                                              |
| Indian Creek Valley Railroad                             |           |      | 1926 |                                                              |
| Somerset and Cambria Railroad                            |           |      | 1912 |                                                              |
| Johnstown and Somerset Railroad                          |           |      | 1882 |                                                              |
| Somerset and Mineral Point Railroad                      |           |      | 1879 |                                                              |
| Mount Jewett, Kinzua and Riterville Railroad             |           |      | 1932 |                                                              |
| Keating and Smethport Railroad                           |           |      | 1911 |                                                              |
| Kushequa Railroad                                        |           |      | 1898 |                                                              |
| Little Kanawha Railroad                                  |           |      | 1920 |                                                              |
| Monongahela River Railroad                               |           |      | 1900 |                                                              |
| Morgantown and Kingwood Railroad                         |           |      | 1922 |                                                              |
| Newark, Somerset and Straitsville Railroad               |           |      | 1885 |                                                              |
| Northwestern Railroad of Virginia                        |           |      | 1868 |                                                              |
| Ohio and Little Kanawha Railroad                         |           |      | 1910 |                                                              |
| Zanesville and Ohio River Railroad                       |           |      | 1900 |                                                              |
| Ohio River Railroad                                      |           |      | 1903 |                                                              |
| Pittsburgh Junction Railroad                             |           |      | 1902 |                                                              |
| Pittsburgh Southern Narrow Gauge Railroad                |           |      | 1884 |                                                              |
| Pittsburgh, Castle Shannon and Washington Railroad       |           |      | 1878 |                                                              |
| Pittsburgh, Rochester and Buffalo Railroad               |           |      | 1932 |                                                              |
| Ravenswood, Spencer and Glenville Railroad               |           |      | 1910 |                                                              |
| Ripley and Mill Creek Valley Railroad                    |           |      | 1904 |                                                              |
| Salisbury Railroad                                       |           |      | 1912 |                                                              |
| Strouds Creek and Muddlety Railroad                      |           |      | 1944 |                                                              |
| Tylerdale Connecting Railroad                            |           |      | 1902 |                                                              |
| Valley Railroad                                          |           |      | 1910 |                                                              |
| Washington Branch Railroad                               |           |      | 1864 |                                                              |
| West Virginia Short Line Railroad                        |           |      | 1903 |                                                              |
| Winchester and Potomac Railroad                          |           |      | 1867 |                                                              |
| Wellsville, Addison and Galeton Railroad                 | WAG       |      |      |                                                              |
| Western Maryland Railway                                 | WM        | 1857 | 1983 |                                                              |
| Cumberland and Pennsylvania Railroad                     |           |      |      |                                                              |
| Chesapeake and Ohio Railway                              | C&O, CO   |      |      |                                                              |
| Hocking Valley Railway                                   |           |      |      |                                                              |
| Pere Marquette Railroad                                  | PM        |      |      |                                                              |

## Vorgänger der Kansas City Southern
| Gesellschaft                           | Abkürzung  | von        | bis        | Bemerkungen                                     |
| Gateway Western Railway                | GWWR       | 09.01.1990 | 05.05.1997 |                                                 |
| Chicago, Missouri and Western Railroad | CM&W       | 28.04.1987 | 1989       | Ausgliederung aus der Illinois Central Railroad |
| Texas Mexican Railway                  | TM, TexMex | 25.06.1881 | 01.01.2005 |                                                 |
| Louisiana and Arkansas Railway         | L&A        | 10.06.1902 | 06.07.1992 |                                                 |
| MidSouth Corporation                   |            | 11.1985    | 31.12.1993 |                                                 |
| MidSouth Rail                          | MSRC       | 31.03.1986 | 01.01.1994 | Ausgliederung aus der Illinois Central Railroad |
| SouthRail                              |            | 14.04.1988 | 01.01.1994 |                                                 |
| Gulf and Mississippi Railroad          | GMSR       | 10.07.1985 | 14.04.1988 | Ausgliederung aus der Illinois Central Railroad |

## Vorgänger der Norfolk Southern Corporation
| Gesellschaft                             | Abkürzung | von      | bis  | Bemerkungen       |
| Conrail                                  | CR        | 1.4.1976 | 1999 |                   |
| Norfolk and Western Railway              | N&W, NW   | 1838     | 1982 |                   |
| Atlantic and Danville Railway            |           |          |      |                   |
| Illinois Terminal Railroad               |           |          |      |                   |
| Virginian Railway                        |           |          |      |                   |
| Wabash Railway                           |           |          |      |                   |
| Pittsburgh and West Virginia Railway     |           |          |      |                   |
| Akron, Canton and Youngstown Railway     |           |          |      |                   |
| New York, Chicago and St. Louis Railroad | NKP       | 1881     | 1964 | Nickel Plate Road |
| Wheeling and Lake Erie Railway           |           |          |      |                   |
| Southern Railway                         |           |          |      |                   |
| Atlantic and East Carolina Railway       |           |          |      |                   |
| Atlantic and Yadkin Railway              |           |          |      |                   |
| Central of Georgia Railway               | CofG      |          | 1971 |                   |
| Savannah and Atlanta Railway             |           |          |      |                   |
| Wrightsville and Tennille                |           |          |      |                   |
| Georgia and Florida Railroad             |           |          |      |                   |
| Georgia Northern Railway                 |           |          |      |                   |
| Interstate Railroad                      |           |          |      |                   |
| Norfolk Southern Railroad                |           |          |      |                   |

## Vorgänger der Union Pacific Railroad
| Gesellschaft                                     | Abkürzung | von  | bis  | Bemerkungen                                    |
| Chicago and North Western Railway                | CNW       | 1859 | 1995 |                                                |
| Chicago, St. Paul, Minneapolis and Omaha Railway |           |      |      | Omaha Route                                    |
| Fort Dodge, Des Moines and Southern Railroad     |           |      |      |                                                |
| Minneapolis and St. Louis Railroad               |           |      |      |                                                |
| Litchfield and Madison Railroad                  |           |      |      |                                                |
| Chicago Great Western Railroad                   | CGW       | 1885 | 1968 |                                                |
| Illinois Terminal Railroad                       |           |      |      |                                                |
| Southern Pacific Lines                           | SP        |      |      |                                                |
| Southern Pacific Railroad                        | SP        |      | 1988 |                                                |
| St. Louis Southwestern Railway                   | SSW       |      |      | Cotton Belt Route                              |
| Northwestern Pacific Railroad                    | NWP       |      |      |                                                |
| Pacific Electric Railway                         |           |      |      |                                                |
| Nevada-California-Oregon Railway                 | NCO       | 1893 | 1926 | Abschnitt Wendel, Kalifornien–Lakeview, Oregon |
| Denver and Rio Grande Western Railroad           | DRGW      | 1870 | 1988 |                                                |
| Denver and Salt Lake Railway                     |           |      |      |                                                |
| San Diego and Arizona Railway                    |           |      |      |                                                |
| Western Pacific Railroad                         | WP        |      |      |                                                |
| Nevada-California-Oregon Railway                 | NCO       | 1893 | 1917 | Abschnitt Reno–Hackstaff                       |
| Sacramento Northern Railway                      |           |      |      |                                                |
| Spokane International Railway                    |           |      |      |                                                |
| Missouri Pacific Railroad                        | MP, Mopac |      |      |                                                |
| Chicago and Eastern Illinois Railroad            | CEI       |      |      |                                                |
| Chicago, Attica and Southern Railroad            |           |      |      |                                                |
| Chicago and Western Indiana Railroad             | C&WI      | 1879 | 1994 |                                                |
| New Orleans, Texas and Mexico Railway            |           |      |      | Gulf Coast Lines                               |
| San Antonio, Uvalde and Gulf Railroad            | SAU&G     | 1909 | 1956 |                                                |
| Texas and Pacific Railway                        |           |      |      |                                                |
| Midland Valley Railroad                          |           |      |      |                                                |
| Kansas, Oklahoma and Gulf Railway                |           |      |      |                                                |
| Missouri-Kansas-Texas Railroad                   | MKT, KATY |      |      |                                                |
| Sacramento Northern Railway                      |           |      |      |                                                |
| Tidewater Southern Railway                       |           |      |      |                                                |

## Vorgänger weiterer Gesellschaften

### Pan Am Railways
| Gesellschaft                              | Abkürzung | von        | bis        | Bemerkungen |
| Maine Central Railroad                    | MEC       | 28.10.1862 | 1981       | |
| Androscoggin and Kennebec Railroad        |           | 28.05.1845 | 28.10.1862 | |
| Penobscot and Kennebec Railroad           |           | 07.04.1845 | 28.10.1862 | |
| Androscoggin Railroad                     |           | 10.08.1848 | 16.11.1874 | seit 01.07.1871 von der Maine Central geleast |
| Portland and Kennebec Railroad            |           | 01.04.1846 | 16.11.1874 | seit 12.05.1870 von der Maine Central geleast |
| Somerset and Kennebec Railroad            |           | 10.08.1848 | 16.11.1874 | seit 1852 von der Portland&Kennebec geleast |
| European and North American Railway       |           | 20.08.1850 | 01.04.1882 | |
| Bangor, Old Town and Milford Railroad     |           | 08.03.1832 | 01.04.1880 | bis 14.03.1855 „Bangor and Piscataquis Canal and Railroad Co.“                                                                                           |
| Eastern Maine Railway                     |           | 1871       | 01.05.1883 | bis 01.02.1882 „Bucksport and Bangor Railroad“ |
| Portland and Ogdensburg Railway           |           | 11.02.1867 | 20.08.1888 | bis 08.06.1886 „Portland and Ogdensburg Railroad“ |
| Maine Shore Line Railroad                 |           | 04.03.1881 | 22.10.1888 | seit 16.07.1883 von der Maine Central geleast |
| Knox and Lincoln Railway                  |           | 1868       | 20.02.1901 | seit 01.11.1891 von der Maine Central geleast |
| Portland and Rumford Falls Railroad       |           | 28.03.1907 | 01.05.1907 | |
| Portland and Rumford Falls Railway        |           | 22.06.1847 | 01.04.1907 | bis 15.04.1857 „Buckfield Branch Railroad“, bis 03.03.1874 „Portland and Oxford Central Railroad“, bis 08.11.1890 „Rumford Falls and Buckfield Railroad“ |
| Rumford Falls and Rangeley Lakes Railroad |           | 11.09.1894 | 01.04.1907 | |
| Sebasticook and Moosehead Lake Railroad   |           | 24.07.1886 | 01.07.1911 | |
| Somerset Railway                          |           | 19.03.1860 | 01.07.1911 | bis 1883 „Somerset Railroad“ |
| Washington County Railway                 |           | 1893       | 01.07.1911 | bis 18.12.1903 „Washington County Railroad“ |
| St. Croix and Penobscot Railroad          |           | 1870       | 1898       | |
| Calais and Baring Railroad                |           | 1837       | 1870       | bis 1839 „Calais and Baring Railway“ |
| Calais Railroad                           |           | 1832       | 1849       | |
| Lewey's Island Railroad                   |           | 1855       | 1870       | |
| Bridgton and Saco River Railroad          |           | 19.07.1881 | 1911       | |
| Dexter and Newport Railroad               |           | 30.03.1853 | 27.12.1939 | seit 01.12.1868 von der Maine Central geleast |
| Dexter and Piscataquis Railroad           |           | 24.10.1888 | 27.12.1939 | seit 13.12.1888 von der Maine Central geleast |
| Boston and Maine Railroad                 | B&M, BM   | 27.06.1835 | 1983       | |
| Delaware and Hudson Railroad              |           |            | 1984       | |

### Montreal, Maine and Atlantic Railway
| Gesellschaft                           | Abkürzung | von        | bis       | Bemerkungen                                          |
| Bangor and Aroostook Railroad          | BAR       | 1891       | 2003      |                                                      |
| Bangor and Piscataquis Railroad        |           | 5.3.1861   | 1.4.1899  | bereits seit 1892 von BAR geleast                    |
| Aroostook Northern Railroad            |           | 1897       | 1.7.1901  | bereits seit 1897 von BAR geleast                    |
| Bangor and Katahdin Iron Works Railway |           | 2.8.1881   | 1.7.1901  | bereits seit 1892 von BAR geleast                    |
| Patten and Sherman Railroad            |           | 17.10.1895 | 1.7.1901  |                                                      |
| Fish River Railroad                    |           | 15.12.1902 | Juli 1903 | seit Anfang an von BAR geleast                       |
| Schoodic Stream Railroad               |           | 1906       | 1.7.1907  |                                                      |
| Northern Maine Seaport Railroad        |           | 15.12.1904 | 7.7.1907  | seit 7.7.1907 von BAR geleast                        |
| Van Buren Bridge Company               |           | 30.1.1913  | 9.1.2003  | seit Beginn Tochter der BAR, 2003 Fusion mit der MMA |

### Sandy River and Rangeley Lakes Railroad
Von August 1911 bis 1923 war die SR&RLR in Besitz der Maine Central Railroad.
| Gesellschaft                      | Abkürzung | von        | bis        | Bemerkungen                                     |
| Franklin and Megantic Railway     |           | 01.07.1884 | 30.01.1908 | bis 03.06.1897 „Franklin and Megantic Railroad“ |
| Kingfield and Dead River Railroad |           | 19.06.1893 | 30.01.1908 |                                                 |
| Sandy River Railroad              |           | 08.04.1879 | 30.01.1908 |                                                 |
| Phillips and Rangeley Railroad    |           | 17.04.1889 | 01.07.1908 |                                                 |
| Madrid Railroad                   |           | 29.04.1902 | 01.07.1908 |                                                 |
| Eustis Railroad                   |           | 29.04.1903 | 24.08.1911 |                                                 |

## Vorgänger der mexikanischen Eisenbahnen
| Gesellschaft                                  | Abkürzung | Von        | Bis        | Bemerkungen                                 |
| Ferrocarriles Nacionales de México            | NdeM      | 1908       |            |                                             |
| Ferrocarril Mexicano                          | FCM       | 1855       | 29.12.1960 |                                             |
| Ferrocarril Coahuila y Zacatecas              | CyZ       |            | 1972       |                                             |
| Ferrocarril del Pacífico                      | FCP       | 1951       | 1987       |                                             |
| Sud Pacifico de México                        | SPdeM     | 1909       | 1951       | Southern Pacific of Mexico                  |
| Cananea, Rio Yaqui and Pacific Railroad       | CRY&P     |            | 1909       |                                             |
| Sonora Railway                                |           | 1881       | 1911       |                                             |
| Ferrocarril del Nacozari                      | FCN       |            | 1968       |                                             |
| Ferrocarriles Unidos del Sureste              | UdelS     | 1969       | 1987       |                                             |
| Ferrocarril del Sureste                       | FCS       |            | 1969       |                                             |
| Ferrocarriles Unidos de Yucatán               | UdeY      | 1902       | 1969       |                                             |
| Ferrocarril Progreso a Mérida                 |           | 1874       | 1902       |                                             |
| Ferrocarril Mérida a Valladolid               |           |            | 1902       |                                             |
| Ferrocarril Peninsular                        |           |            | 1902       |                                             |
| Ferrocarril de Mérida a Peto                  |           |            | 1909       |                                             |
| Ferrocarril de Chihuahua al Pacífico          | ChP       | 1955       | 1987       |                                             |
| Ferrocarril Kansas City, Mexico Y Oriente     | KCMO      | 30.04.1900 | 1955       | Kansas City, Mexico and Orient Railway      |
| Ferrocarril Nor-Oeste de Mexico               | TyT       | 1909       | 1955       | Mexico North-Western Railway                |
| Ferrocarril Chihuahua al Pacífico             |           | 1897       | 1909       |                                             |
| Rio Grande, Sierra Madre and Pacific Railroad | RGSM&P    | 11.06.1897 | 1909       |                                             |
| Sierra Madre and Pacific Railroad             |           |            | 1909       | gemeinsames Unternehmen von RGSM&P und FCaP |
| Ferrocarril Sonora-Baja California            | SBC       | 1923       | 1987       | Sonora-Baja California Railway              |
| Ferrocarril Tijuana y Tecate                  | TyT       |            | 1970       |                                             |

## Weitere ehemalige Eisenbahngesellschaften
| Gesellschaft                                     | Abkürzung      | von               | bis            | Bemerkungen                                                                                                 |
| Abbotsford and Northeastern Railroad             | A&NE           | 1889              | ?              | |
| Belfast and Moosehead Lake Railroad              | BML            | 28.02.1862        | 09.06.2005     | |
| Bristol Railroad                                 |                | 1890              | 1930           | |
| Chicago & Indiana Railroad                       | CINR           | Juni 1979         | Dezember 1979  | |
| Chicago, Rock Island and Pacific Railroad        | CRIP, RI, ROCK | 1851              | 1980           | Rock Island; Zerschlagung nach Bankrott                                                                     |
| Chicago and Western Indiana Belt Railway Company | C&WIBRC        | 1881              | 1882           | Übernommen durch Chicago and Western Indiana Railroad                                                       |
| Crystal City Railroad                            | CYCY           | Oktober 1990      | Februar 1995   | |
| Columbus and Greenville Railway (1923)           | C&G            | August 1923       | September 1972 | an ICG; 1974 Neugründung Columbus and Greenville Railway (1974)                                             |
| Elkhart & Western Railroad                       | E&W            | 4. Mai 1888       | 194x           | ab 1898 Teil der Lake Shore and Michigan Southern Railway (LS&MS) bzw. New York Central Railroad (NYC)      |
| Erie Western Railway                             | ERES           | 1977              | Juni 1979      | |
| Green Mountain Railway                           |                | 1883              | 1890           | |
| Georgia Pacific Railway                          |                | 1881              | 1894           | |
| Iowa Railroad                                    | IRRC           | 1981              | 1987           | |
| J.K. Line                                        | JKL            | 1990              | 2003           | |
| Kennebec Central Railroad                        |                | 03.10.1889        | 1929           | |
| Kentucky and Tennessee Railway                   | K&T            | 1904              | 1981           | |
| Knox Railroad                                    |                | 10.08.1889        | 1934           | |
| Lackawanna and Wyoming Valley Railroad           | LWV            | 1901              | 1976           | |
| Lackawanna Valley Railroad                       | LVAL           | 1985              | 1993           | |
| Magma Arizona Railroad                           | MAA            | 1914              | 1997           | |
| Mississippi Delta Railroad (1985)                | MSDR           | 1985              | 2001           | |
| Mississippi Delta Railroad (2001)                | MD             | 2001              | 2019           | |
| Monson Railroad                                  |                | 01.11.1882        | 1943           | |
| New Orleans Lower Coast Railroad                 | NOLR           | 1991              | 1999           | |
| Oneida & Western Railroad                        |                | 05.08.1913        | 1954           | |
| Oneida & Western Transportation                  | OWTX           | 1979              | 1987           | Schienenfahrzeughalter                                                                                      |
| Pittsburgh Westmoreland and Somerset Railroad    | PW&S           | 20.07.1899        | 23.09.1916     | Einstellung der Bahn unmittelbar nach Abholzung der umliegenden Wälder.                                     |
| San Manuel Arizona Railroad                      | SMA            | 29.09.1953        | 2016           | Einstellung der Bahn 3 Jahre nach Übernahme durch Capstone Mining Corporation.                              |
| Sierra Valley and Mohawk Valley Railroad         | SV&MV          | 1885              | 1895           | |
| Skaneateles Short Line Railroad                  | SSL            | 1867              | 1981           | |
| South Chicago & Western Indiana Railroad         | SC&WI          | 1880              | 1882           | Übernommen durch Chicago and Western Indiana Railroad                                                       |
| South Manchester Railroad                        |                | 30.05.1866        | 1980er Jahre   | |
| Spencerville & Elgin Railroad                    | SPEG           | 1978              | 1991           | |
| Susquehanna Connecting Railroad                  | SUSC           | 18. Dezember 1896 | 198x           | |
| Tippecanoe Railroad                              | TIPP           | 1980              | 1990           | |
| Upper Coos Railroad                              |                | 1884              | 1932           | Von der Maine Central gekauft, von dieser aber später an den Staat New Hampshire verkauft bzw. stillgelegt. |
| Washington and Old Dominion Railroad             | W&OD           | 1870              | 1968           | |
| Wilkes-Barre Connecting Railroad                 | WBC            | 18.11.1912        | 199x           | |
| Wilkes-Barre and Eastern Railroad                |                | 15.02.1892        | 194x           | |
| Wiscasset, Waterville and Farmington Railway     |                | 15.04.1854        | 15.06.1933     | |